# Mănăștiur
Mănăștiur (en hongrois : Bégamonostor, en allemand : Monostor) est une commune du județ de Timiș en Roumanie.